# Blind Horizon - Attacco al potere
Blind Horizon - Attacco al potere (Blind Horizon) è un film statunitense del 2003 diretto da Michael Haussman, prodotto da Emmett/Furla/Oasis Films e interpretato da Val Kilmer. Questo thriller fantapolitico e fascinoso è ideato e scritto da Paul Benz e Steve Tomlin.

## Trama
Ferito durante una sparatoria in una cittadina del Nuovo Messico, Frank Kavanaugh rimane senza memoria. Lo sceriffo indaga tranquillamente sulla vicenda finché si presenta la bella sensuale e affascinante Chloe, dichiarandosi fidanzata di Frank che, intanto, vagamente sospetta di sapere qualcosa su un piano per uccidere il presidente degli Stati Uniti. A colpi di flashback, Frank rivive i momenti della vita passata, intanto che i vari pezzi di questo puzzle tornano in superficie.

## Curiosità
- Tutti i database filmografici riportano il titolo del film come Blind Horizon - Attacco al potere ma durante le scene iniziali del film viene mostrato il titolo Blind Horizon - Attacco al sistema.